# Per fas et nefas
Per fas et nefas é uma locução latina que, traduzida, significa "por (para o) bem ou por (para o) mal". 
Isto é, com todos os meios possíveis. Ela é citada por Arthur Schopenhauer como representativa de uma situação em que um debatedor tenta manter de todas as formas possíveis qualquer coisa que tenha sido dita, mesmo que ele considere-a falsa ou duvidosa.